# Geodia labyrinthica
Geodia labyrinthica är en svampdjursart som först beskrevs av James Barrie Kirkpatrick 1903.  Geodia labyrinthica ingår i släktet Geodia och familjen Geodiidae. Inga underarter finns listade i Catalogue of Life.